# 前田輝
前田 輝（まえだ ひかる、1993年6月4日 - ）は、元東海テレビ放送のアナウンサー。

## 経歴・人物
愛媛県松山市出身。
立教大学卒業後、2018年4月に東海テレビに入社｡同期に、同局アナウンサーの柴田美奈がいる。
入社後は研修期間を経て、2018年8月28日のニュースで放送された東海テレニュースにてアナウンサーとしてデビュー｡。
2019年度よりスイッチ! のリポーターに加入し、産休の為に降板した藤本晶子に代わって2021年6月28日放送分より司会を務めていたが2023年7月28日をもって卒業した。
2023年7月28日Instagramにて東海テレビを退社し東京でビジネスマンに転身する事を明らかにした。

## 現在の出演番組
- FNN Live News days（ローカルパート）
- FNN Live News α（ローカルパート）
- FNN東海テレニュース
- めざましテレビ（ローカルパート）
- めざましどようび（ローカルパート）
- S-PARK（ローカルパート）

- 中日新聞テレビ日曜夕刊（2020年4月5日 - ）

## 過去の出演番組
- ニュースOne（2019年4月 - 2020年3月、くらしOne）
- ちゃーじ（2021年4月3日 -2021年6月26日リポーター）
- スイッチ!（2021年6月28日-2023年7月28日司会、【2019年4月 - 2021年6月25日 リポーター】）